# JAWS IN JAPAN
JAWS IN JAPAN ジョーズ・イン・ジャパン（後にサイコシャーク(Psycho Shark)に改題）は、2009年に公開された日本のホラー映画である。ジョン・ヒジリが監督、村川康敏が脚本を担当し、滝沢乃南、中島愛里、春野恵らが出演した。「ジョーズ・イン・ジャパン」というタイトルにもかかわらず、この作品はスティーブン・スピルバーグ監督の1975年の映画『ジョーズ』とは、制作においてもストーリーにおいても一切関係ない。この映画は低予算映画であり、多くの否定的な評価を受けた。

## 公開
この作品は、アメリカ合衆国のモーション・ピクチャー・アソシエーションによるレイティングを受けていない。イギリスとアイルランドでは、「12歳以下は保護者の同伴が必要」を意味する12Aのレイティングを受けている。宣伝の内容に反してヌードや性行為の描写は一切ないが、流血を伴う暴力シーンがわずかに存在する。

## 評価
この作品の元のタイトルが『ジョーズ』との関連を示唆するものであることから、法的に問題がないのかが注目されることとなった。制作者は、「ジョーズ」という名称を使用するにあたって、『ジョーズ』関係者の許可を一切得ていなかった。後に『サイコシャーク』に改題されたものの、元の『ジョーズ・イン・ジャパン』の名称の方が大衆文化においてある程度の支持を得たため、これが定着した。
『ジョーズ』にただ乗りするようなこの作品は、様々な否定的評価を受けた。『ヴァニティ・フェア』誌の記事では、「この『詐取』(rip-off)映画は『忘れ去られる』(forgotten)べきだ」と評された。